# Pierluigi Casiraghi
Pierluigi Casiraghi (Monza, Lombardía, Italia, 4 de marzo de 1969) es un exfutbolista y entrenador italiano. Ha sido director técnico de la Selección de fútbol sub-21 de Italia hasta octubre de 2010.

## Selección nacional
Con la Selección de Italia jugó 44 partidos internacionales, marcando 13 goles entre 1991 y 1998.

### Participaciones en Copas del Mundo
| Mundial              | Sede           | Resultado  |
| -------------------- | -------------- | ---------- |
| Copa Mundial de 1994 | Estados Unidos | Subcampeón |

### Participaciones en Eurocopa
| Eurocopa      | Sede       | Resultado    |
| ------------- | ---------- | ------------ |
| Eurocopa 1996 | Inglaterra | Primera fase |

## Clubes

### Como jugador
| Club       | País       | Año       |
| ---------- | ---------- | --------- |
| AC Monza   | Italia     | 1985-1989 |
| Juventus   | Italia     | 1989-1993 |
| SS Lazio   | Italia     | 1993-1998 |
| Chelsea FC | Inglaterra | 1998-2002 |

### Como entrenador
| Club                        | País       | Año       |
| --------------------------- | ---------- | --------- |
| AC Monza (Juveniles)        | Italia     | 2002-2003 |
| AC Legnano                  | Italia     | 2003-2004 |
| Italia sub-21               | Italia     | 2006-2010 |
| Cagliari Calcio (asistente) | Italia     | 2014-2015 |
| Al-Arabi SC (asistente)     | Catar      | 2015-2016 |
| Birmingham City (asistente) | Inglaterra | 2016-2017 |

## Palmarés

### Como jugador

#### Nacional
| Título              | Club       | País       | Año       |
| ------------------- | ---------- | ---------- | --------- |
| Copa Italia         | Juventus   | Italia     | 1989-1990 |
| Copa Italia         | S.S. Lazio | Italia     | 1997-1998 |
| Supercopa de Italia | S.S. Lazio | Italia     | 1998      |
| FA Cup              | Chelsea    | Inglaterra | 1999-2000 |
| Community Shield    | Chelsea    | Inglaterra | 2000      |

#### Internacional
| Título              | Club       | País   | Año       |
| ------------------- | ---------- | ------ | --------- |
| Copa de la UEFA     | Juventus   | Italia | 1989-1990 |
| Copa de la UEFA     | Juventus   | Italia | 1992-1993 |
| Supercopa de Europa | Chelsea FC | Mónaco | 1998      |